# Gedeón (biblická postava)

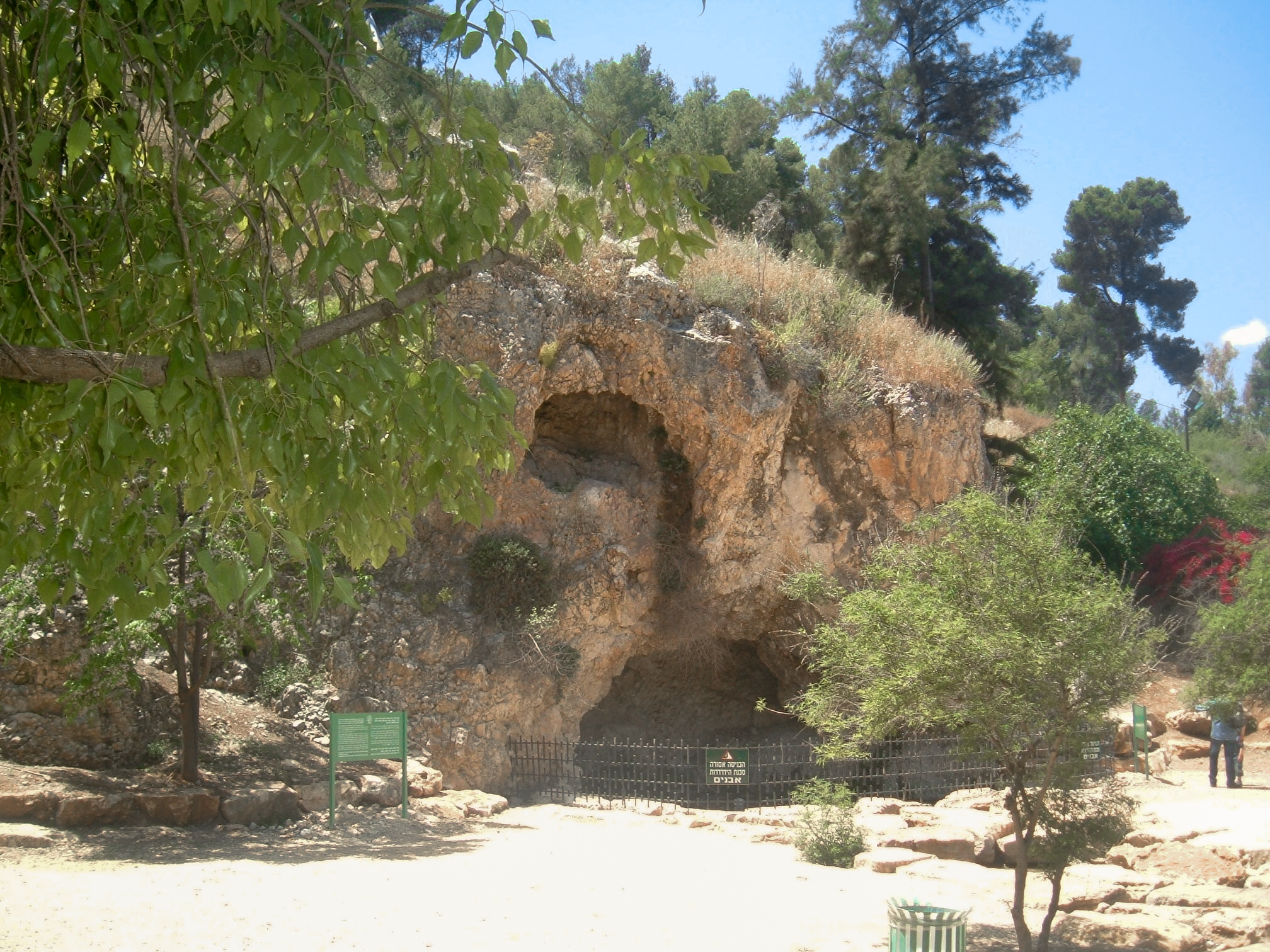
Tzv. Gedeónova jeskyně v národním parku Ma'ajan Charod

Gedeón (hebrejsky: גִּדְעוֹן, Gid'on), v českých překladech Bible přepisováno též jako Gedeon, byl jeden z nejproslulejších starozákonních soudců. Jméno Gedeón je vykládáno jako „Vyvrátil“. Pocházel z kmene Manases a jeho otec Jóaš mu později dal též jméno Jerubaal (hebrejsky יְרֻבַּעַל, „Baalův odpůrce“). Byl také nazýván Jerúbešet (hebrejsky יְרֻבֶּשֶׁת, „Množící hanbu“). Soudil syny Izraele po prorokyni Deboře a jeho příběh je popsán v 6. až 8. kapitole knihy Soudců. Podle Davida Ganse Gedeónovo soudcovské období spadá do let 2676–2716 od stvoření světa neboli do let 1086–1045 před naším letopočtem, což odpovídá délce 40 let. Jeho prvorozený syn se jmenoval Jeter. Nejmladší syn se jmenoval Jótam. Dohromady však měl 70 synů. Jeho synem byl rovněž Abímelek, který začal soudit Izraelce po smrti svého otce. Kvůli svému jednání však tento syn-soudce není židovskou tradicí zařazován do řetězce tradentů ústní Tóry. Proto učenec Izák Abrabanel v tomto řetězci zařazuje soudce Gedeóna na šesté místo hned po Bárakovi a za sedmého tradenta považuje až soudce Tólu. Gedeón byl pohřben v abíezerské Ofře, odkud pocházel.

## Gedeónův příběh
Biblický příběh je zasazen do stavu, kdy je izraelské území v době sklizně pravidelně pleněno midjánskými nájezdníky a země se dostává na pokraj ekonomického zhroucení. Obyvatelstvo přežívá jen díky skrýším „na horách, v soutěskách, v jeskyních a na nepřístupných vrcholcích“, kde si ve spěchu ukládá alespoň něco z úrody svých polí. Za této situace se Gedeónovi zjevuje anděl od Hospodina a provokativně jej zdraví: „Hospodin s tebou, udatný bohatýre!“ Když Gedeón reaguje tím, že vysloví pochybnost o tom, zda Hospodin je se svým lidem, oslovuje ho Hospodin přímo a pověřuje jej úkolem vysvobodit syny Izraele z rukou Midjánců. Toto přímé oslovení je svědectvím toho, že Gedeón nebyl pouze soudcem, ale že byl i jedním z proroků.
Proces vysvobození skrze Gedeóna začíná příkazem, aby Gedeón zbořil Baalův oltář s posvátným kůlem, který patřil jeho otci a sloužil k modloslužebným účelům i obyvatelům Ofry. Gedeón uposlechl, ale úkol nevykonal přes den, nýbrž v noci. Bál se totiž „domu svého otce a mužů města“. Když se nakonec zjistilo, že to byl Gedeón, kdo oltář zbořil, žádali obyvatelé města Jóaše, Gedeónova otce, aby svého syna vydal k popravě. To ale Jóaš odmítl s tím, že se patří nechat na Baalovi, aby sám, je-li opravdu bohem, ztrestal toho, kdo mu oltář zbořil. A tak Gedeón nejen, že nebyl popraven, ale místo toho rozeslal posly a svolal k sobě bojeschopné muže ze čtyř izraelských kmenů: Manasese, Ašera, Zabulóna a Neftalíma. Těsně před vpádem midjánských plenitelů, Gedeón prosil Boha, aby mu potvrdil skrze znamení, že mu dá zvítězit nad nepřátelskými hordami. Jeden den chtěl po Hospodinu, aby se přes noc utvořila rosa pouze na ovčím rounu, které nechal rozprostřené na humně, a druhý den, aby se rosa utvořila pouze na podlaze humna. Když byl Gedeón spokojen s Boží odpovědí, přesunul svůj vojenský tábor k Ma'ajan Charod. Tam však Hospodin Gedeónovi řekl, že má s sebou příliš mnoho vojáků. Nejprve měl vyzvat ty, kdo se bojí, aby odešli. Po výzvě z vojska odešlo 22 000 mužů. Pak měl zbývající muže vyzvat, aby postupně přicházeli k vodnímu prameni a napili se vody. Všechny muže měl podle způsobu, jakým pili, rozdělit na dvě skupiny. Ty pak, kdo při pití klekali na kolena, měl ze svého vojska propustit, takže mu zbylo pouze 300 mužů.
V noci, když zůstal s těmito zbylými muži, mu Hospodin řekl, aby nejprve sám, maximálně však v doprovodu jednoho muže, sestoupil k táboru nepřátel a poslechl si, o čem se v nepřátelském táboře bude mluvit. Gedeón poslechl a vyslechl si, jak jeden muž druhému muži vypráví: „Považ, jaký jsem to měl sen! Na midjánský tábor se valil pecen ječného chleba; přivalil se ke stanu a vrazil do něho, až padl, úplně jej převrátil, že stan zůstal ležet.“ Když Gedeón slyšel, jak druhý muž říká, že ten sen znamená, že Bůh dal Izraeli do rukou celý midjánský tábor, ihned se vrátil do svého tábora a vzbudil své muže. Pak „jim dal do rukou polnice a prázdné džbány a do džbánů pochodně.“ Když se přiblížili k táboru nepřátel, potichu jej nejprve obklíčili a pak naráz zatroubili na polnice, rozbili džbány a zvolali: „Meč za Hospodina a za Gedeóna!“ Těch 300 mužů zůstalo stát okolo tábora nepřátel na svých místech, pouze v jedné ruce drželi pochodeň a druhou rukou drželi polnici, na kterou troubili. V táboře nepřátel však došlo k takovému zmatku, že ti, kteří se nedali na útěk, pobíjeli mečem jeden druhého. Nato Gedeón vyslal posly do měst v okolí, aby zburcovali izraelské obyvatelstvo k pronásledování nepřátel, kterých dohromady padlo 120 000. Midján se z této porážky již nikdy nevzpamatoval. Izraelci tehdy žádali Gedeóna, aby se stal jejich králem, ale on odmítl.

## Gedeónův odkaz
V Novém zákoně je Gedeón zmíněn v Epištole Židům jako jeden z „hrdinů víry“ (Žd 11, 32-34).
Podle Gedeóna je pojmenována významná evangelikální nadnárodní organizace „Gedeoni“.